# マジャールスズキ

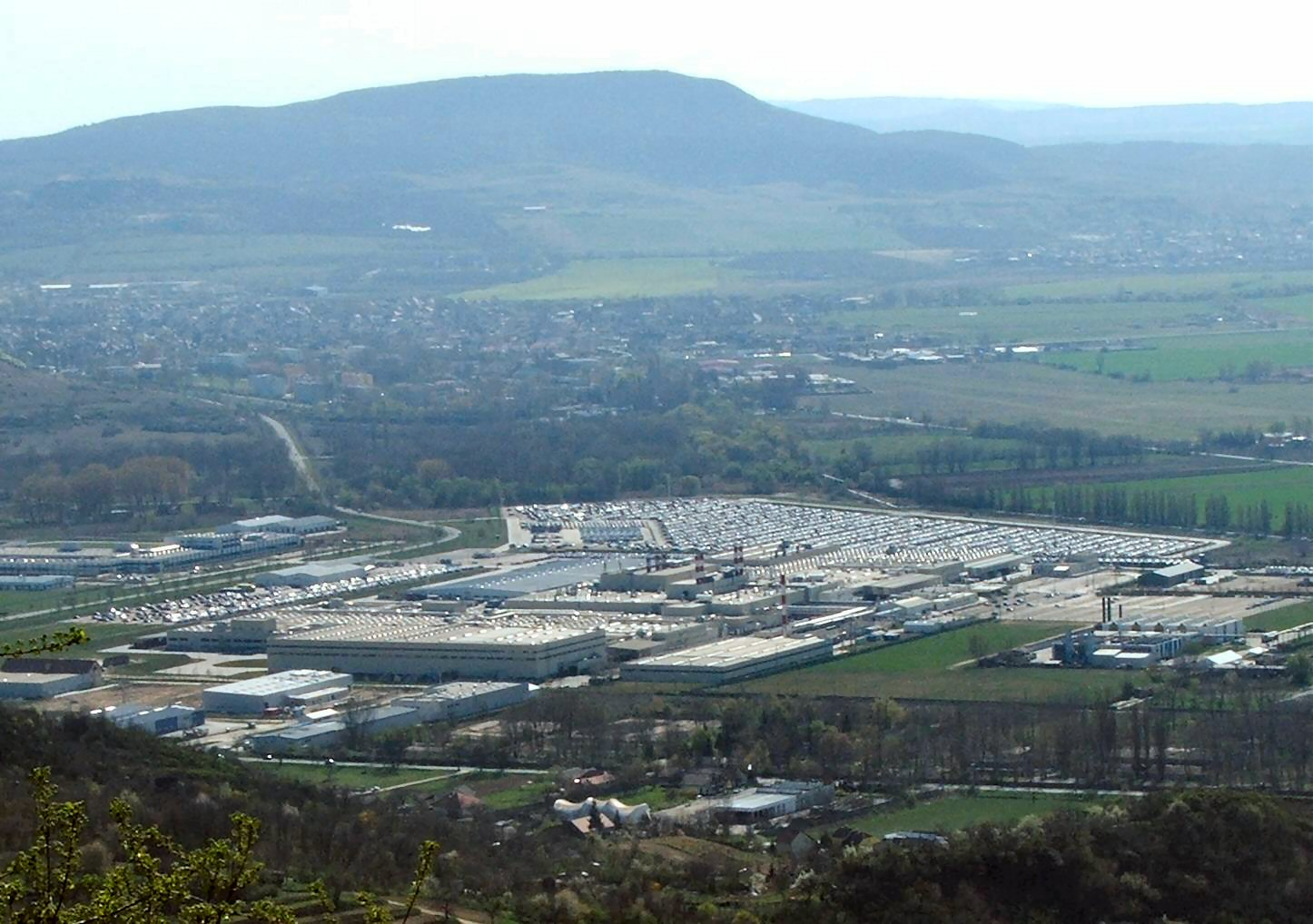
工場

マジャール スズキ社（英語表記 : Magyar Suzuki Corporation / ハンガリー語表記 : Magyar Suzuki Zrt. , ハンガリー現地の発音では第2母音は長母音でなく「マジャル スズキ」と発音する）は、日本の自動車メーカー、スズキのハンガリー現地法人。現地のハンガリー語では自国名を「Magyarország」（マジャル オルサーグ。オルサーグは国の意味）と言い、この社名のMagyarとはハンガリー語で「ハンガリーの」を意味する。よって、"Magyar Suzuki"とは単に「ハンガリーのスズキ」を意味する。同国北西部のエステルゴムに所在し、乗用車の生産工場を持つ。2001年（平成13年）にスズキが増資を行った後の出資比率は、スズキ97.3 %、伊藤忠商事2.5 %などとなっている。
当初は、冷戦終結後に経済的にも開放された東欧諸国へ安価な自動車を供給する目的で設立されたが、現在では、ハンガリー国内や東ヨーロッパ各国にとどまらず、西ヨーロッパ市場にも向けた欧州全域における一大生産拠点となっている。2006年（平成18年）10月には、累計生産台数100万台を達成、その時点での年産16万台から2008年（平成20）年度には30万台規模とする計画を発表した。
スズキはワインや蜂蜜の生産と販売 など、自動車関連以外の事業でもハンガリーとの結びつきを深めており、同社会長の鈴木修は2004年（平成16年）5月、ハンガリーの経済発展に貢献したとして「星付中十字勲章」を受章している。

## 概要
- 従業員数　約5,700人
- 生産台数　約247,000台（2007年）[7]
- 敷地面積　約570,000ha（東京ドーム12個分）

## 歴史
- 1991年4月 - ハンガリーにおける乗用車生産プロジェクトへの参加を契約
- 1992年10月 - スズキ車（4輪車）の生産を開始する
- 2003年4月 - 小型車・イグニスの生産を開始[8]
- 2005年2月 - 小型車スイフトの生産を開始[9]
- 2006年2月 - クロスオーバーSUVの初代SX4と、そのOEM版のフィアット・セディチの生産を開始
- 2008年2月 - 小型車スプラッシュの生産を開始
- 2013年9月 - SX4 S-CROSSの生産を開始
- 2014年10月 - スプラッシュ、初代SX4/フィアット・セディチの生産を終了
- 2015年3月 - 4代目エスクードの生産を開始

## 生産車種
現在はビターラ（日本名：エスクード）、スイフト、S-CROSS、イグニスなどを生産している。スプラッシュについては、2008年10月から日本へも輸出販売が開始された。また、GM向けのバッジエンジニアリング車として、オペル・アギーラ、及びボクスホール・アギーラを、フィアット向けのバッジエンジニアリング車としてフィアット・セディチを並行生産している。
かつては、スイフト（日本名：カルタス）、イグニス（イグニスとは別物。日本名：スイフト）、ワゴンRプラス（日本名：ソリオ）、スプラッシュも生産されていた。